# Dysdaemonia grisea
Dysdaemonia grisea är en fjärilsart som beskrevs av Breyer 1933. Dysdaemonia grisea ingår i släktet Dysdaemonia och familjen påfågelsspinnare. Inga underarter finns listade i Catalogue of Life.